# Karl Schwarz (Theologe)

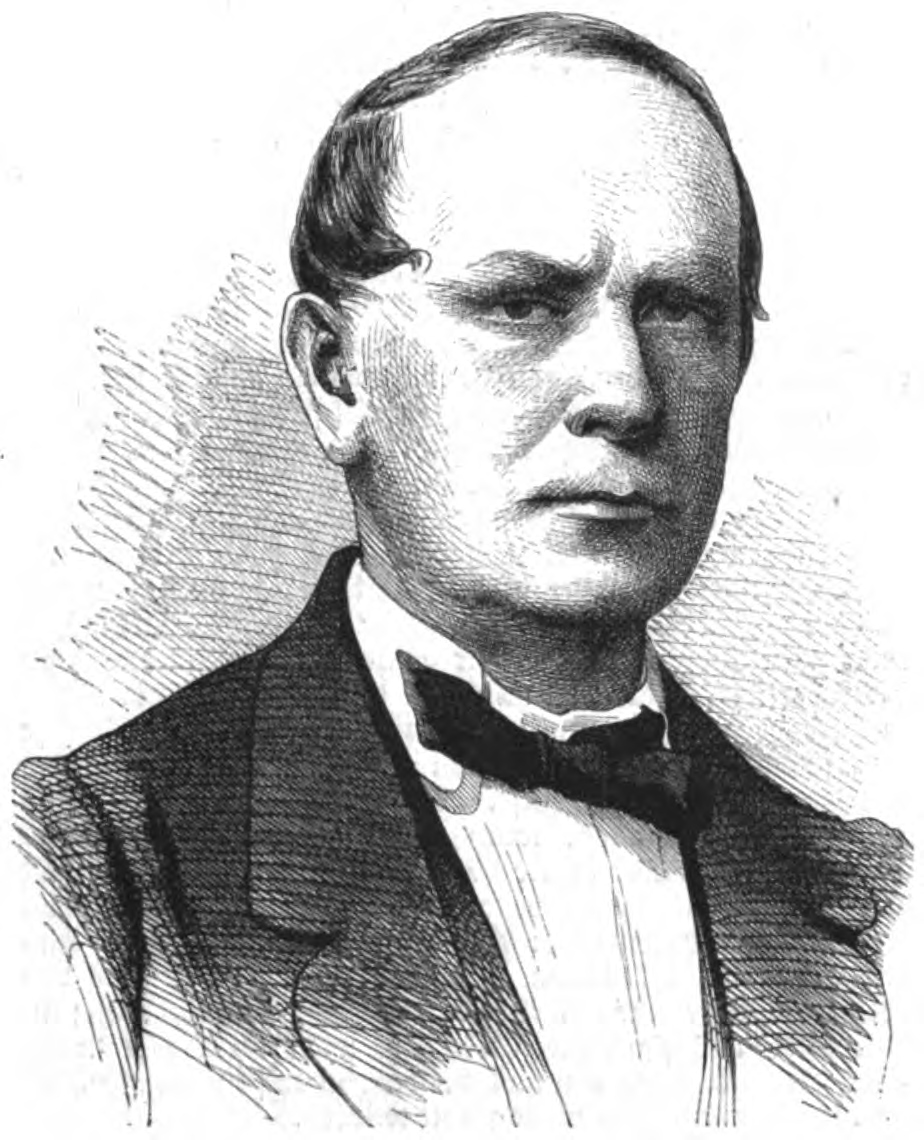
Karl Schwarz, 1865

Karl Heinrich Wilhelm Schwarz (* 19. November 1812 in Wiek; † 25. März 1885 in Gotha) war ein freisinniger protestantischer deutscher Theologe.

## Leben und Wirken
Karl Schwarz war ein Sohn des evangelischen Theologen und Pfarrers in Wiek auf Rügen, Theodor Schwarz, der – unter dem Pseudonym Theodor Melas – als Verfasser einiger volkstümlicher Schriften bekannt war.
Schwarz studierte Theologie und Philosophie in Halle, anschließend in Bonn (1831), Berlin (1832 bis 1834) und Greifswald. In Berlin wurde er von Friedrich Schleiermacher und Georg Hegel beeinflusst, was in seinem Werk Das Wesen der Religion von 1847 deutlich wird. 1837 wurde Schwarz aufgrund seiner Beteiligung an burschenschaftlichen Verbindungen, er war 1830 Mitglied der Alten Halleschen Burschenschaft geworden, für sechs Monate inhaftiert. Nach seiner Entlassung war er Mitarbeiter an den Hallischen Jahrbüchern.
Schwarz habilitierte sich 1842 in Halle, wo er anschließend auch als Privatdozent lehrte. 1845 wurde ihm das Dozieren vom Ministerium untersagt, da er an den Versammlungen der „Protestantischen Freunde“ teilgenommen hatte.
1848 wurde er vom Wahlkreis Torgau-Liebenwerda in die Frankfurter Nationalversammlung gewählt.
Schwarz erhielt 1849 eine außerordentliche Professur der Theologie in Halle, wurde 1856 als Oberkonsistorialrat und Hofprediger nach Gotha berufen und 1858 hier zum Oberhofprediger und 1876 zum Generalsuperintendenten befördert. Er starb am 25. März 1885.
Schwarz hatte erheblichen Anteil an der Gründung des Deutschen Protestantenvereins und war ein bedeutender Vertreter der liberalen Theologie. Sein Werk Zur Geschichte der neuesten Theologie ist eine wichtige Quelle für die Geschichte der Theologie in Deutschland. Zu seinen Ehren wurde an der theologischen Fakultät der Universität Jena eine Karl-Schwarz-Stiftung zur Förderung der wissenschaftlichen Theologie gegründet.
Schwarz war der erste evangelische Geistliche im Herzogtum Gotha, der seine Leiche nach seinem Tod einäschern ließ.

## Schriften
- Über das Wesen der Religion. Halle 1847.
- Lessing als Theologe. Halle 1854.
- Zur Geschichte der neuern Theologie. Leipzig 1856.
- Predigten aus der Gegenwart. 8 Sammlungen. Leipzig 1859–1883.